# Petrus Plateanus

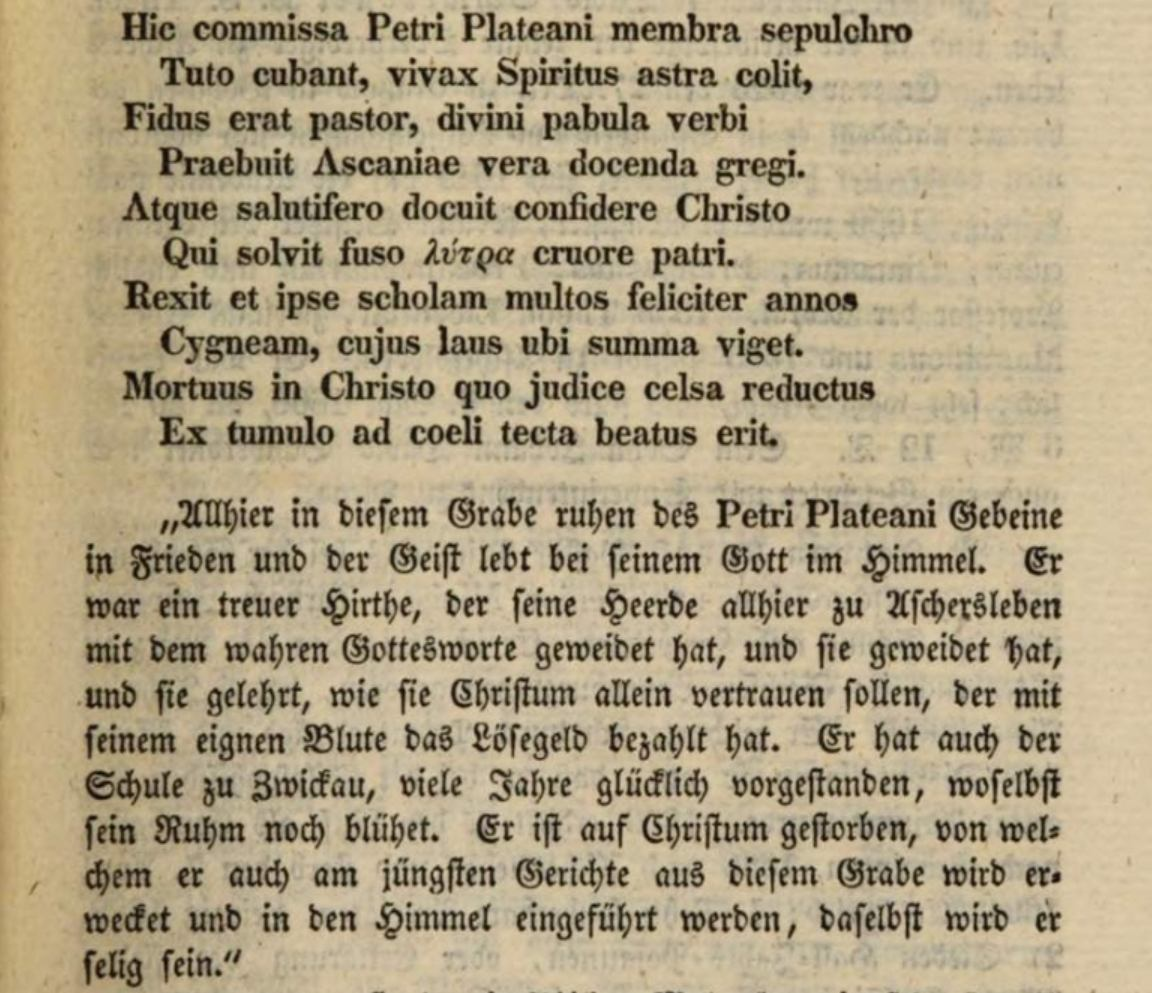
Grabinschrift des Petrus Plateanus in der St. Stephanikirche (Aschersleben), nach K. Zittwitz 1835

Petrus Plateanus (* um 1495 in Herzogenbusch, Herzogtum Brabant; † 27. Januar 1551 in Aschersleben) war ein deutsch-belgischer Pädagoge, Theologe, Rektor des Gymnasiums in Zwickau und ab 1547 Prediger in Aschersleben.

## Leben

### Frühe Laufbahn
Als Sohn armer Eltern aus der Diözese Lüttich in Belgien war er zunächst auf fremde Unterstützung angewiesen. Er besuchte die Schule der Brüder vom gemeinsamen Leben in Lüttich, studierte dann in Löwen am Collegium Trilingue unter Konrad Goclenius und Rüdiger Rescus und ging um 1524 nach Deutschland an die Universität Wittenberg, wohl mitunter deshalb, weil die protestantische Gesinnung, der er sich zugewandt hatte, im Herzogtum Brabant nicht frei zum Ausdruck gebracht werden konnte. 1525 erhielt er auf Philipp Melanchthons Empfehlung das Rektorat der Stadtschule in St. Joachimsthal im Erzgebirge, das er bis 1531 bekleidete. Beeinflusst von Georgius Agricola, dem Begründer der Mineralogie in Deutschland, der damals seit 1527 dort als Arzt wirkte, begann Plateanus sich für Naturwissenschaft zu interessieren und sorgte ohne Wissen des bescheidenen Verfassers für die Veröffentlichung von Agricolas Werk Bermannus sive de re metallica liber im Jahr 1528. Als Agricola im Herbst 1530 als Stadtphysicus nach Chemnitz übersiedelte, ging Plateanus 1531 selbst nach Marburg, vermutlich um Medizin zu studieren. Dort trat er jedoch bald als Professor für Ethik und Rhetorik auf und erwarb 1533 den Magistergrad. 

### Rektor in Zwickau
Wenige Jahre später führte ihn eine Empfehlung seines Freundes Agricola nach Sachsen zurück, nämlich an die Stelle des Rektorats des Gymnasiums in Zwickau. Agricola war bis 1522 selbst in leitender Position an dieser Schule gewesen und schlug im Januar 1535 seinem früheren Zwickauer Kollegen, dem Stadtschreiber Stephan Roth, den Plateanus als neuen Rektor vor. Am 5. Mai 1535 wurde dieser in sein Amt eingewiesen. Nach anfänglichen Streitereien ermöglichte der Rat der Stadt Plateanus bald den Ankauf eines Hauses und verlieh ihm das Bürgerrecht. Nach dem Vorbild der Hieronymianer in Lüttich bewirkte Plateanus Verbesserungen des Unterrichtswesens in zahlreichen Fächern, die sogar gegenüber Melanchthons kursächsischer Schulordnung von 1528 einen wichtigen Fortschritt darstellten. Er veranlasste auch eine Vergrößerung der Ratsschulbibliothek und vermachte ihr später Teile seiner eigenen bedeutenden Büchersammlung. 

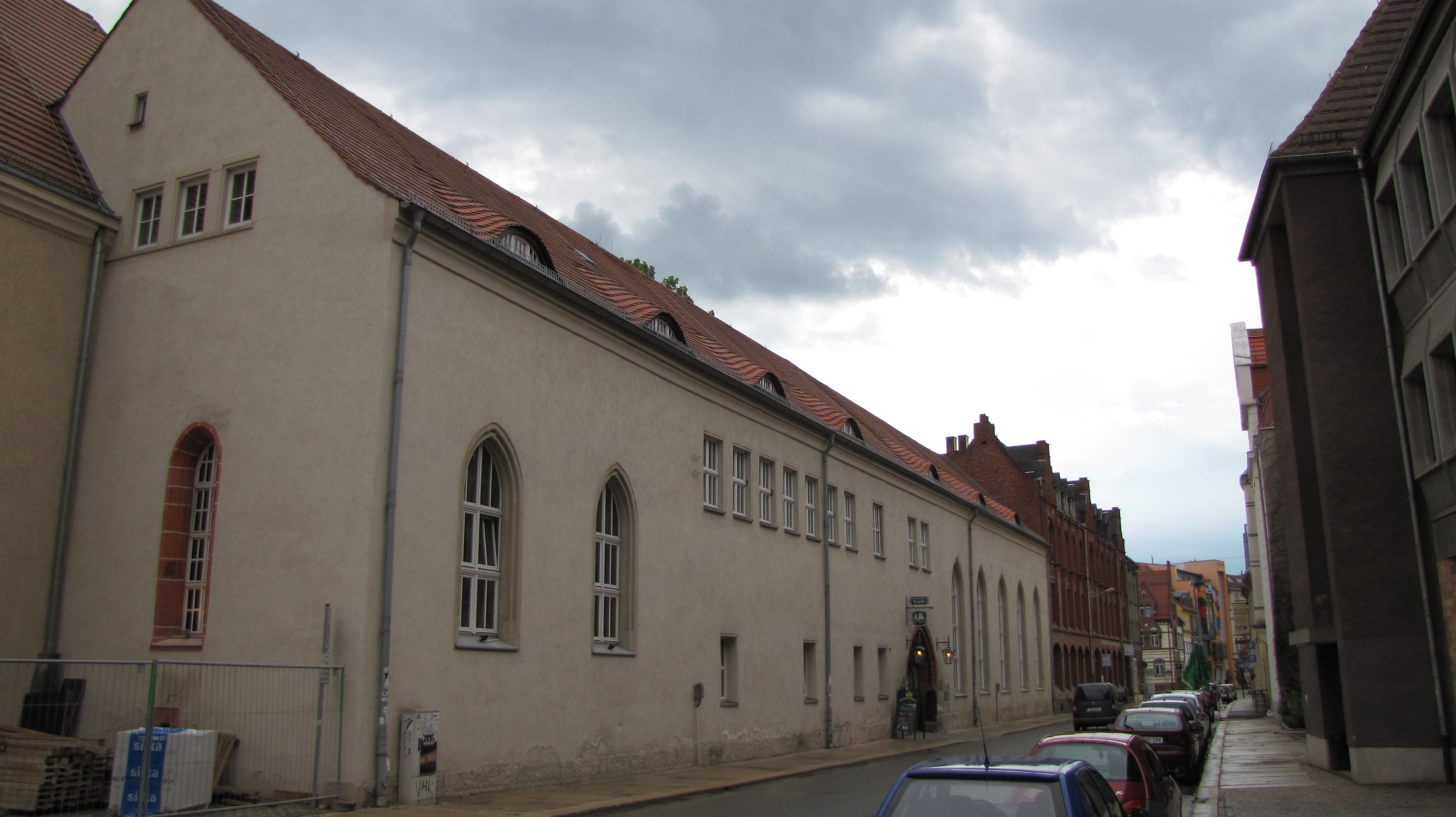
Grünhainer Kapelle, ab Mitte des 16. Jahrhunderts Lateinschule und Ratsschulbibliothek

Wegen seines Einsatzes für das Schulwesen fand er kaum Zeit für schriftstellerische Arbeiten, und das einzige größere Werk, das er verfasste, die Libri II introductionis grammaticae lat., Leipzig 1543 und 1544, war ebenfalls schulischen Zwecken gewidmet. Sein Einsatz fand Anerkennung, und zahlreiche Schüler adligen und bürgerlichen Standes (so etwa Jakob Krause, Christoph Irenäus und Christoph Baldauf), wurden an die „Zwickauer Schleifmühle“ geschickt, so dass um 1544 die beachtliche Zahl von rund 800 Schülern erreicht wurde. Da das alte, 1479 unter Amtshauptmann Martin Römer erbaute Schulhaus (1878 abgerissen) nicht mehr ausreichte, erwirkte der Rat vom Kurfürsten Johann Friedrich die Zuweisung des Grünhainer Hofs in Zwickau (Wirtschaftshof des ehemaligen Zisterzienserklosters Grünhain) für die Erweiterung der Schule, die am 10. Oktober 1542 an Plateanus übergeben wurde und deren Gebäude als „Lateinschule“ in umgebauter Form bis 1868 bestehen blieb.
Der Rat schätzte den tüchtigen Rektor und unterstützte ihn bei der Berufung vortrefflicher Mitarbeiter, zu denen auch der Dramendichter Paul Rebhun gehörte. Der Kurfürst verlieh Plateanus ein Kanonikat am St. Georgenstift in Altenburg, und selbst Martin Luther zählte in seinen „Tischreden“ die Zwickauer Schule zu den fünf angesehensten Sachsens.

### Pastor in Aschersleben
Plateanus blieb jedoch nicht in Zwickau. Nach elfjähriger Tätigkeit legte er Ende September (Michaelis) 1546 sein Rektorat nieder, sein Nachfolger wurde Georg Thym. Nach den Ereignissen des Schmalkaldischen Kriegs wurden im härtesten Winter Januar 1547 große Teile der Bürgerschaft ausgewiesen. Trotz des freundschaftlichen Ratschlags von Philipp Melanchthon, Templa regant alii, Tu Plateanae Scholam (Mein Plateanus, bleib du bei der Schule und lass andere sich um die Kirche kümmern), scheint Plateanus angesichts der Bedrängnis, in welche der Ausgang des Krieges den Protestantismus versetzte, entschieden zu haben, seine Kraft nun der bedrohten Kirche zu widmen. 1546 war er Superintendent in Oelsnitz im Vogtland. Im August 1547 wurde er als Oberpfarrer an St. Stephani und Superintendent nach Aschersleben berufen. Er war der Nachfolger des Pastors, also Hauptpredigers, Georg Drosihn, unter dem sich 1542 die Reformation in der Stadt durchgesetzt hatte. Plateanus nahm hier am 22. Oktober sein Predigtamt an. Doch starb er schon am 27. Januar 1551, nachdem er zuvor seine Bibliothek der St. Stephanikirche vermacht hatte. Dort befand sich auch seine Grabinschrift, bis diese wohl den Erneuerungen von 1823 oder 1881 zum Opfer fiel.

## Familie und Nachkommen
Er hinterließ aus der Ehe mit der Zwickauer Bürgerstochter Magdalene Lochmann eine Tochter und vier Söhne, darunter den Mediziner Theodor Plateanus (* 1530 in Zwickau; † 1608 in Wittenberg), der Militär-Wundarzt, dann Arzt und Ratsherr in Wittenberg war. Theodor Plateanus hatte um 1750 Besitzanteile am Grundstück des ehemaligen Franziskaner-Klosters, auf dem später das städtische Museum erbaut wurde.
In seinem Wappen führte Petrus Plateanus, neben einem doppelten Buchstaben „P“, das Bild des Moses, einen Fels mit dem Stabe schlagend.

## Werke
- Libri II introductionis grammaticae lat., Leipzig 1543 und 1544